# Marit Nybakk
Marit Nybakk (født 14. februar 1947 i Nord-Odal) er en norsk politiker (Ap). Hun har været medlem af Stortinget siden 1986 og har været Stortingets 1. vicepræsident siden 2013. Hun var præsident for Nordisk Råd i 2013. Hun er formand for Norsk Kvinnesaksforening fra 2016.